# Radioaktiva räker
Radioaktiva räker est un groupe de trallpunk suédois, originaire de Gästrikland, Hofors. Formé en 1991, il est composé à la base de Johan Anttila, Daniel Torro, Jonas Lund et Mattias Johansson. Durant l'été 1992, ils signent avec le label Beat Butchers. Daniel Torro est ensuite remplacé par Jimmy Petterson. Le groupe se sépare en 2003 après une tournée estivale en sortant l'album Finito. Le groupe se reforme en septembre 2009 pour le 25e anniversaire de Beat Butchers à Stockholm, en compagnie d'autres groupes liés au label. Ils reviennent en concert en 2011.

## Membres

### Derniers membres
- Johan Antilla - chant, guitare (1991-2003, 2009, 2011)
- Jimmy Petterson - guitare, chœurs (1996-2003, 2009, 2011)
- Mattias « Dåglas » Johansson - basse (1992-2003, 2009, 2011)
- Jonas Lund - batterie (1991-2003, 2009, 2011)

### Anciens membres
- Daniel Torro - chant, guitare (1991-1996, 2009)
- Jimmy Lindqvist - basse (1991-1992)

## Discographie
- 1991 : Ur askan ur elden (démo)
- 1992 : Sanningen (démo)
- 1993 : Verkligheten (EP)
- 1994 : Labyrint
- 1994 : Bakom spegeln (single)
- 1996 : Res dig upp
- 1998 : Döda mej inte så dödar jag inte dej
- 1998 : Tro inte allt (compilation)
- 2003 : Finito